# ザックとオンブラ まぼろしの遊園地
『ザックとオンブラ まぼろしの遊園地』（ザックとオンブラ まぼろしのゆうえんち）は、コナミデジタルエンタテインメントから2010年10月28日に発売されたニンテンドーDS用ソフト。

## 概要
プレイヤーはマップ内を捜索し、ミニゲームをクリアする事でストーリーを進めていく。ミニゲームをクリアすると『オンブラ玉』と呼ばれる玉を入手でき、交換所と呼ばれるところで新たなミニゲームやアイテムと交換できる。
ミニゲームは180種類以上あり、難易度も簡単・普通・難しいから選択可能。また上記のオンブラ玉を消費する事でクリアせずとも物語を進めることも可能。一度プレイしたミニゲームは何度でも遊ぶ事が出来る。
ゲーム中で挿入されるアニメーションパートはSTUDIO 4℃が制作を担当した。

## あらすじ
駆け出しの手品師のザックの元に1つの手紙が届く。それはデルフィーノ島で行われる50年に一度の祭りへの招待状だった。船に乗って島に向かう途中、黒い妙な生き物オンブラが現れる。島に降り立つとそこには更に大量のオンブラがいた。しかし島の人たちにはオンブラの姿が見えず、オンブラの起こす事件に悩まされていた。ザックは人々の悩みを解決しながら、祭りへ臨もうとする。

## 登場人物
ザック
声 - 神木隆之介
主人公。亡き両親に憧れて手品師になった青年。手品の腕はまだまだだが、相手や自分も楽しませるという思いは強く、周囲からはそこが彼の魅力であると思われている。普段は温厚だが正義感は強い。
ポリー
声 - 桜庭ななみ
ザックがデルフィーノ島に向かう船の中で会った女の子。休みを利用して祖母の家に遊びに来た。明るく好奇心旺盛な性格で、ザックの手品を純粋に楽しみ喜ぶ。オンブラを見る事が出来る。オバケや幽霊は苦手。ジーノとゴロンゴのかつての幼馴染である「ポリー」に瓜二つで、当初は死んだ彼女にオンブラが化けたものと思っていたが、実際はその「ポリー」の孫。
オンブラ
デルフィーノ島のあちこちにいる黒い生き物。見る事が出来る人は少なく、今では存在自体おとぎ話になってしまっている。
ジーノ
声 - 千葉繁
ザックに招待状を送った老人。祭りの責任者。50年前、友人2人とオンブラ祭りを見、「次はもっと楽しい祭りにする」という約束を果たすべく、今回の企画を行う。島でオンブラが見える人が減っている事を嘆いている。
ラファエロ
声 - 石田彰
デルフィーノ島唯一のホテル、ホテル・デルフィーノの専属マジシャン。派手なパフォーマンスで人々を楽しませる。性格はキザな自信家。仕事は仕事と割り切るタイプで、そのために手段は選ばない面がある。
ザックが手品で人々を喜ばせているのを見て不快に思い、以来彼をライバル視してちょっかいをかけるようになる。
ゴロンゴ
声 - 菅生隆之
ザックたちの前に現れた謎の人物。ラファエロ達の上司に当たる。オンブラ祭りをとは別の祭りを成功させるため、様々な策を練る。実はジーノの昔の友人。ジーノとは違い、オンブラが見えず信じてもいなかった。そのため、ジーノとは別の形で約束である祭りを行おうとしていた。
ポリーのおばあさん
声 - 京田尚子
デルフィーノ島で暮らすポリーの祖母。実はジーノとゴロンゴの幼馴染である「ポリー」は彼女の事。孫にも同じ名前をつけた。子供の頃は体が弱く、病気を治すため島を離れ、戻ったときには2人がいなくなっていたため今回の騒動を生む事になった。
ニコラ
声 - 遠藤綾
デルフィーノ島に父親と一緒に遊びに来た少年。ザックが手品で失敗するのを偶然目撃して以来ザックを「シッパイのお兄ちゃん」と呼ぶように。
アントン
声 - 三宅健太
ニコラの父親。気が短い性格。ストーリー中盤で行方不明になってしまう。
デストロ
声 - 中尾隆聖
ラファエロの部下。痩せ型で出っ歯、語尾に「ざます」をつけて喋る嫌味な男。ザックを敵視し、あちこちで邪魔をする。
シニストロ
声・宮田幸季
ラファエロの部下。ラファエロやデストロを慕う小太りな男。デストロ同様ザックを敵視するが、作戦をうっかり喋ったりと抜けている部分があり、その度にデストロから怒られている。ポリーがお気に入り。
マルー
声 - 下屋則子
デルフィーノ島のジェラートショップの店員。
ジェームス
声 - 清川元夢
ホテル・デルフィーノのコンシェルジュ。
モンド
声 - 白熊寛嗣
ホテル・デルフィーノの従業員。